# 무소유
《무소유》는 대한민국의 승려인 법정이 쓴 수필집이다. 초판 1쇄는 1976년 4월 15일이며, 범우사에서 출간되었다. 2010년 3월 현재 3판 86쇄까지 발간되어 있다. 책에서 법정 스님은 마음을 가꾸는 것이 중요하다고 말한다.

## 숫타니파타
법정 스님은 숫타니파타를 번역하여 한글대장경에 포함시켰는데, 숫타니파타에서, 석가모니가 무소유를 가르치고 있다. 숫타니파타는 법정 스님의 첫 번째 번역 작품이다.
우파시바가 물었다. "석가시여, 저는 아무것에도 의지하지 않고 혼자서 큰 번뇌의 흐름을 건널 수는 없습니다. 제가 의지해 건널 수 있는 것을 가르쳐 주십시오, 널리 보는 분이시여."(숫타니파타 1069절) 거룩한 스승은 대답하셨다. "우파시바여, 무소유에 의지하면서 '거기에는 아무것도 없다'라는 생각으로써 번뇌의 흐름을 건너라. 모든 욕망을 버리고 의혹에서 벗어나 집착의 소멸을 밤낮으로 살피라."(1070절)

## 차례
| - 복원 불국사 - 나의 취미는 - 비독서지절 - 가을은 - 무소유 - 너무 일찍 나왔군 - 오해 - 설해목 - 아파트와 도서관 - 종점에서 조명을 - 흙과 평면 공간 - 탁상 시계 이야기 - 동서의 시력 - 회심기 | - 조조할인 - 나그네 길에서 - 그 여름에 읽은 책 - 잊을 수 없는 사람 - 미리 쓰는 유서 - 인형과 인간 - 녹은 그 쇠를 먹는다 - 영원한 산 - 침묵의 의미 - 순수한 모순 - 영혼의 모음 - 신시 서울 - 본래무일물 - 아직도 우리에겐 | - 상면 - 살아남은 자 - 아름다움 - 진리는 하나인데 - 소음기행 - 나의 애송시 - 불교의 평화관 |

## 추천
- 1984년 이달의 청소년도서 선정
- 1985년 새마을문고 중앙회 선정도서
- 1986년 "사랑의 책보내기"선정도서
- 1990년 서울시립남산도서관 독서권장도서
- 1996년 새마을문고 중앙회 선정도서

## 절판
법정은 입적하면서 "내 이름으로 출판된 책을 더 이상 출간하지 말라"는 유언을 남겼다. 그에 따라 그의 책들은 전부 절판되었으며, 그가 쓴 대표 저서인 무소유의 가격은 10만원 이상으로까지 치솟기도 하였다.

## 같이 보기
- 법정 (승려)
- 김수환
- 무소유처정